# Rhyme Syndicate
Rhyme Syndicate fue una crew de MC's y productores de hip hop, creado a mediado de los 80's. Los líderes fueron el rapero/actor Ice-T y el productor/DJ Afrika Islam, muchos de sus exintegrantes han triunfado en el mundo del rap y otros se mantienen en el ambiente underground.

## Integrantes

### MC's
- Ice-T
- Donald D
- Everlast
- Lord Finesse
- Low Profile (WC, Coolio & Aladin)
- Bronx Style Bob
- Divine Styler
- King Tee * Sólo en Rhyme $yndicate Records
- Ultramagnetics MC's (Kool Keith, Ced Gee, TR Love, Moe Love & Tim Dog) * Sólo en Rhyme $yndicate Records
- Domination
- M.C. Taste
- Toddy Tee
- Nile Kings
- Nat The Cat
- Bango
- Nikki D
- Hijack (Kamanchi Sly, Supreme, Undercover)
- T.D.F.
- The Spin Masters (Hen-Gee & Evil E)
- Randy Mac
- Shaquel Shabazz
- Mixmaster Quick

### Productores y DJ's
- Afrika Islam
- DJ Evil E
- Bilal Bishair
- DJ Aladin
- SLJ
- Unknown DJ

## Discografía
- 1988 Rhyme Syndicate - Comin' Through
- 1992 The Rhyme Syndicate

A finales de los 80's se fundó Rhyme $yndicate Records.
- Datos: Q6107832